# Mimulosia funerea
Mimulosia funerea là một loài bướm đêm thuộc phân họ Arctiinae, họ Erebidae.